# Pantomallus tristis
Pantomallus tristis es una especie de escarabajo del género Pantomallus, tribu Eburiini, subfamilia Cerambycinae. Fue descrita científicamente por Blanchard en 1847.
La especie se mantiene activa durante los meses de enero, septiembre, octubre, noviembre y diciembre.

## Descripción
Mide 19,6-26,1 milímetros de longitud.

## Distribución
Se distribuye por Bolivia, Brasil, Paraguay y Perú.